# 埃希氏菌屬病毒HK97
埃希氏菌屬病毒HK97（学名：Escherichia virus HK97，或称噬菌体HK97或HK97），是一種噬菌体。它們的宿主是埃希氏菌屬的細菌，主要感染大腸桿菌及其親屬。因此，該病毒被歸類為噬菌体。首字母縮寫「HK」代表香港，這是首次分離出這些病毒的地方。與λ噬菌體一樣，HK97具有雙鏈DNA基因組。

## 成熟過程
HK97的病毒顆粒具有頭及尾的結構：頭（衣殼）容納遺傳物質，此處為雙鏈DNA。與細菌宿主細胞對接後，將遺傳物質通過尾巴注入宿主。詳細過程如下：
HK97的衣殼蛋白gp5在成熟過程中交聯形成鎖子甲狀結構。噬菌體在衣殼中的DNA包裝過程中經歷了一個成熟過程，在此過程中它膨脹了近5纳米，其幾何形狀從球形對稱變為二十面體對稱。 
HK97病毒顆粒的組裝始於衣殼蛋白gp5的自我組織，以形成五聚體和六聚體。蛋白酶gp4在其N端裂解gp5。HK97附着隨後積累的所謂門戶蛋白gp3會導致構象改變，從而導致頭或前衣殼結構（尚未充滿遺傳物質的衣殼頭）的形成。進一步的構象改變和gp5單體的聚合導致衣殼進一步成熟，並最終導致噬菌體頭的形成。與大多數其他具有首尾結構的病毒相反，衣殼組裝不需要支架蛋白。然而研究表明，HK97分解主要衣殼蛋白或其部分的δ结构域对组成至为重要。

## 排除超級感染
「排除超級感染」（SIE）是一種現象，在競爭情況下，現有初始感染的病毒感染會阻止相同或緊密相關的病毒繼發感染。但是在許多情況下，人們對其表型了解仍然很少。它可以反映感染細胞的一種抗病毒狀態。
許多編碼蛋白達到噬菌體的SIE。這些病毒蛋白可以乾擾DNA釋放到宿主細胞質中或修飾進入受體。它們還可以作為病毒肽聚醣降解酶的抑制劑，噬菌體通過這些酶在細菌細胞壁上穿孔，從而阻止了其他新近到達的噬菌體進入。HK97及其SIE蛋白gp15屬於這一類噬菌體。

## 系統
由於形態相似性，該組HK97噬菌體先前被歸類為λ噬菌體。根據遺傳分析，同時將該組提升為一個獨立屬。。

## 阅读资料
- Bob Duda博士的出版资料 （页面存档备份，存于）
- 罗杰·亨德里克斯博士的出版资料 （页面存档备份，存于）